# Benedikt von Ahlefeldt (1440–1500)
Benedikt (Bendix) von Ahlefeldt (* 1440; † 17. Februar 1500 in der Schlacht bei Hemmingstedt) war Ritter, Erbherr auf Lehmkuhlen und Herr auf Hasselburg.

## Leben
Benedikt von Ahlefeldt war der Sohn des Adligen Gutsherren Johann von Ahlefeldt (1399–1463), Herr auf Lehmkuhlen und Wittmoldt, und dessen Frau Anna geb. von Wiltberg. Seine Frau war Drude von Rantzau, die er 1480 heiratete und die ihm das Gut Wittmoldt zubrachte. Von Ahlefeldt wurde erstmals 1456 urkundlich erwähnt. 1465 nahm er den Grafen Ernst von Mansfeld wegen Schulden in Geiselhaft und ließ ihn erst nach Tagen gegen Zahlung von Lösegeld wieder frei. 1472 besaß er mit seinem Bruder Lehmkuhlen mit den Dörfern Lephan, Küssow, Ratjensdorff und Tramm. Er war auch Besitzer einiger Höfe bei Preetz und Itzehoe. Bendix Ahlefeldt galt als noch reicher als sein Vater Johann. Quelle seines Reichtums war die Herrschaft über beträchtliche Gebiete in Dänemark und Schleswig, erhalten als Pfand für Kredite an den dänischen König Christian I.

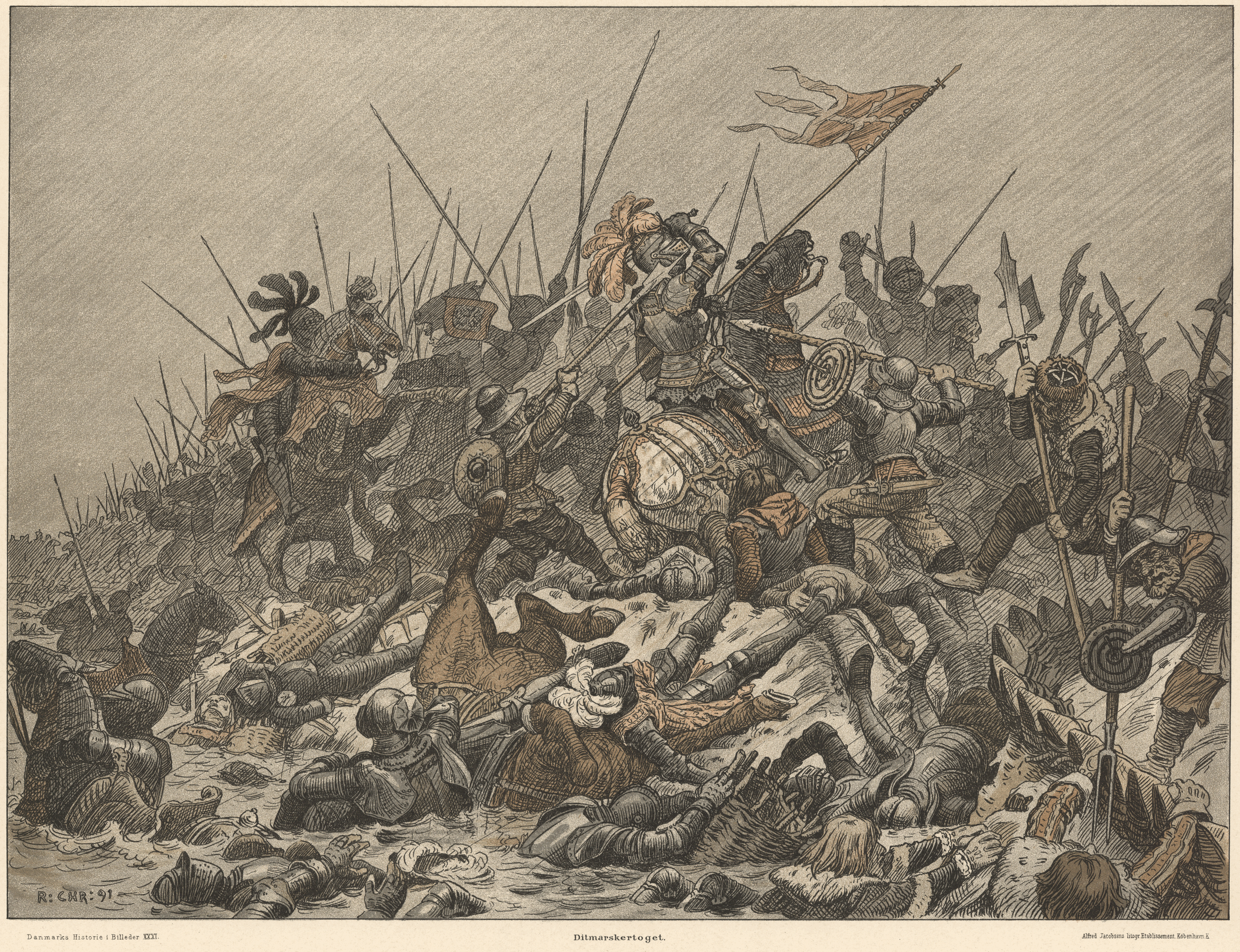
Schlacht bei Hemmingstedt

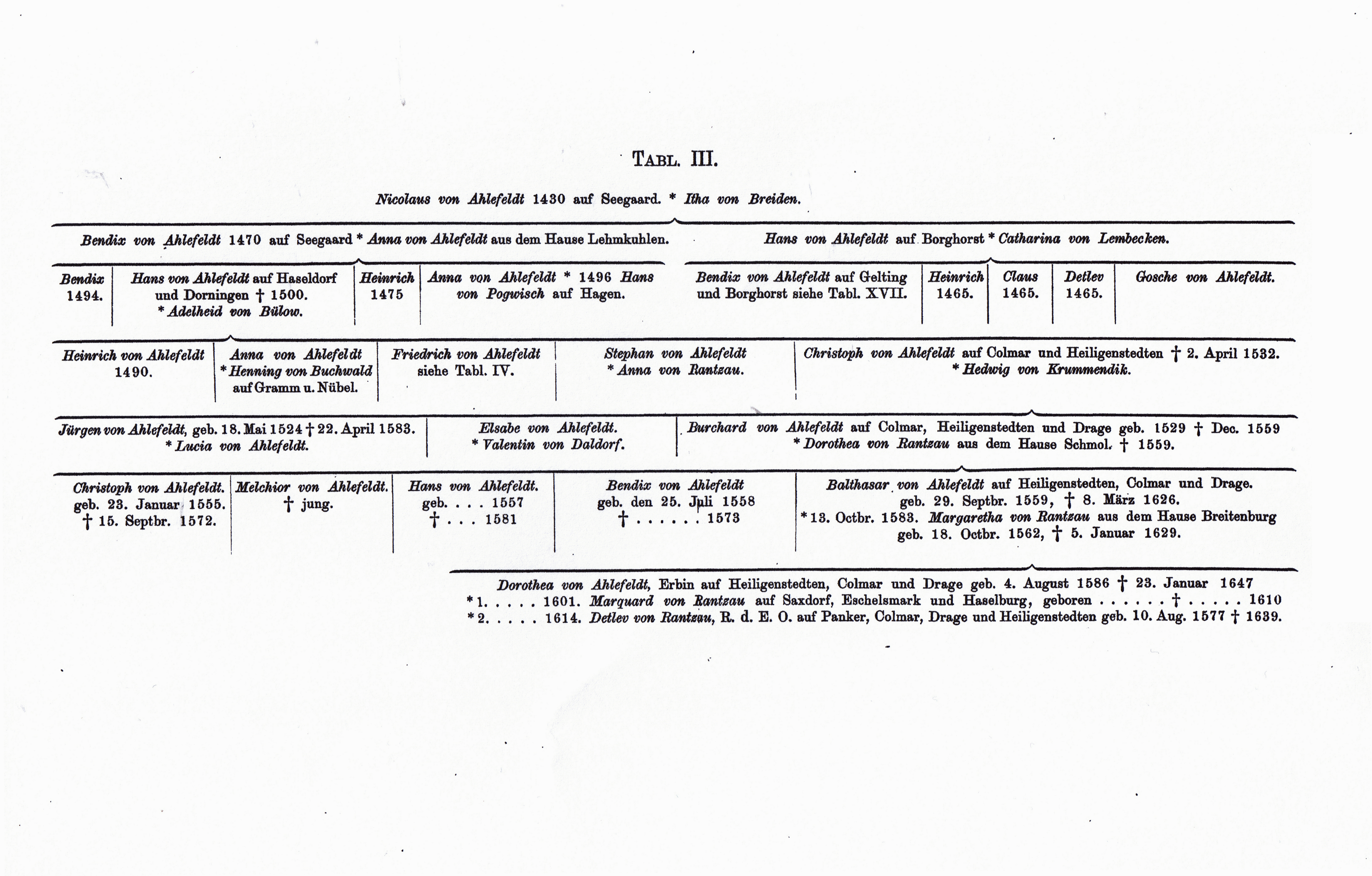
Bei Ahlefeldt/Rumor 1889 wird er als „Bendix von Ahlefeldt 1470 auf Seegaard“ geführt.

Am 17. Februar 1500 fiel er als einer der obersten Heerführer im Alter von 60 Jahren in der Schlacht bei Hemmingstedt. In der Auseinandersetzung schlugen die Dithmarscher Bauern, die sich nicht dem Herzogtum Holstein unterordnen wollten, die zahlenmäßig weit überlegenen Truppen des dänischen Königs Johann I. und seines Bruders Herzog Friedrich von Holstein. In dieser Schlacht fielen mit Benedikt elf weitere Ritter aus dem Haus der Ahlefeldts; unter ihnen war auch Hans von Ahlefeldt, der den Danebrog, das wichtigste Symbol des Dänischen Königreiches führte. Weitere drei Opfer trugen ebenfalls den Vornamen Benedict: Benedict von Ahlefeld zu Borghorst, Benedict von Ahlefeld (Sohn des Otto) und Benedict von Ahlefeld zu Noer. Ein Grab von Benedikt gibt es nicht. Es heißt, die Dithmarscher hätten nur die einfachen Soldaten zusammen mit toten Pferden in Massengräbern beerdigt. Die Mitglieder des Adels ließ man als Anstifter zur Strafe kleiderlos auf dem Schlachtfeld liegen, bis sie zur Unkenntlichkeit verwest waren. Nach dieser Schlacht wurde am 15. Mai 1500 von seinem Schwiegervater, dem Amtmann von Flensburg, Kiel und Gottorf Otto von Rantzau († 1511), in Hamburg der Frieden vermittelt. Die Schlacht bewahrte die faktische Unabhängigkeit der Bauernrepublik Dithmarschen für weitere 59 Jahre.
Benedict hatte mit Drude sechs Kinder: Claus von Ahlefeldt auf Lehmkulen (-1547), Henrik von Ahlefeld (1461–1541) auf Wittmoldt, Henneke von Ahlefeldt (-1541), Cai von Ahlefeldt (-1520); Anna Benedictsdatter von Ahlefeldt und Margrethe von Ahlefeldt. Seine vier Söhne scheinen das Erbe aber nicht unmittelbar angetreten zu haben, denn in den Jahren nach 1500 wird ein Obrist Lucht, ein Dithmarschen-Überlebender, als Besitzer in Wittmoldt genannt.